# Czarnca
Czarnca is een plaats in het Poolse district  Włoszczowski, woiwodschap Święty Krzyż. De plaats maakt deel uit van de gemeente Włoszczowa en telt 730 inwoners.

## Verkeer en vervoer
- Station Czarnca